# دونا آريس
أزرا كولاكوفيتش (1 يناير 1977 - 2 أكتوبر 2017)، المعروفة باسمها المسرحي دونا آريس ، كانت مغنية بوب بوسنية. صدر ألبومها الأخير Povratka nema في عام 2011. توفيت عن عمر يناهز 40 عامًا بعد معركة استمرت ثلاث سنوات مع سرطان الرحم.

## المرض والموت
كانت كولاكوفيتش تعاني من التعب وفقدان الوزن لعدة أشهر قبل نقلها إلى المستشفى في أوائل أكتوبر 2014. تم تشخيص إصابتها بسرطان الرحم  وتلقت العلاج الكيميائي في مستشفى في مسقط رأسها بيهاتش قبل نقلها إلى سراييفو لتلقي مزيد من العلاج في 21 أكتوبر 2014.
توفيت عن عمر يناهز 40 عامًا بسبب المرض في مسقط رأسها في 2 أكتوبر 2017 ، بينما كانت في غيبوبة. تم دفنها بعد يومين إلى جانب والدها الذي توفي عام 2003.

## الألبومات

### ألبومات الاستوديو
- Ti me više ne voliš (1998)
- سفيراج نيشتو نارودنو (2001)
- Čuvaj se، dušo (2002)
- الفوز بالجائزة الكبرى (2004)
- نمام رازلوجا زا سترا  [لغات أخرى]‏ (2006)
- Fantastična (2009)
- بوفراتكا نيما (2011)

### ريمكس وألبومات حية
- دونا 2000 (2000)
- ميكس الثالث (2003)

### البوم تجميع
- أفضل ما في (2003)
- To mi nije trebalo - Best Of Donna Ares (2006)
- Deset godina sa vama (2007)
- أفضل أغاني دونا آريس / Želim da te gledam (2010)

## روابط خارجية
- دونا آريس التسجيلات من ديسكاغز.كوم
- مقابلة 2015 مع نسخة محفوظة 28 ديسمبر 2020 على موقع واي باك مشين. Maxmagazin.ba (بالبوسنوية) بالبوسنية (بالبوسنوية)